# 우지하라 료지
우지하라 료지(일본어: 氏原 良二, 1981년 5월 10일 ~ )는 일본의 전 축구 선수이다.

## 구단 경력
과거 나고야 그램퍼스 에이트, 알비렉스 니가타, 사간 도스, 몬테디오 야마가타, 더스파 구사쓰에서 활동하였다.